# Wanetta Lake
Wanetta Lake är en sjö i Kanada.   Den ligger i provinsen British Columbia, i den sydvästra delen av landet, 3 700 km väster om huvudstaden Ottawa. Wanetta Lake ligger 57 meter över havet.
Trakten runt Wanetta Lake är nära nog obefolkad, med mindre än två invånare per kvadratkilometer.